# Damara (miasto)

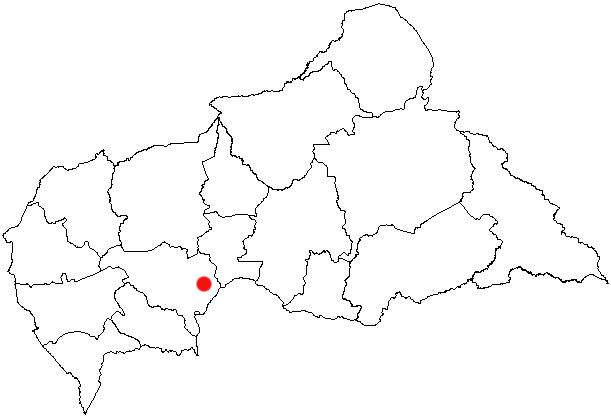
Położenie na mapie

Damara – miasto w Republice Środkowoafrykańskiej w prefekturze Ombella M'Poko. Około 21 375 mieszkańców (dane szacunkowe na rok 2007). Ośrodek przemysłowy.